# We Happy Few
We Happy Few è un videogioco action-adventure in prima persona del 2018, sviluppato da Compulsion Games e pubblicato da Gearbox Software per Windows, Xbox One e PlayStation 4.

## Trama
1964. In un passato distopico, durante la Seconda guerra mondiale la Germania ha occupato temporaneamente il Regno Unito. Partiti i tedeschi, nella città di Wellington Wells è stato reso obbligatorio l'uso di una speciale pillola, chiamata "Gioia", capace di far percepire ogni cosa come estremamente piacevole, ma anche di rendere chi la assume estremamente manipolabile. L'addetto alla censura Arthur Hastings, la scienziata Sally Boyle e il soldato Ollie Starkey, sono i protagonisti del gioco. Questi, preso coscienza della grave situazione nella quale si trova la popolazione, cercano di risolvere la situazione, ovviamente ostacolati dagli abitanti e dai poliziotti del luogo, che li ritengono dei sovversivi.
La storia è divisa in tre archi narrativi:
- Arthur Hastings: Arthur lavora come addetto alla censura di Wellington. Un giorno, egli riceve un giornale riguardante lui e il fratello maggiore Percy, dopo la Seconda Guerra Mondiale; dopo questo, Arthur può scegliere se prendere la "Gioia" (finendo il gioco), o rifiutarla, volendo ricordare il fratello (continuando invece il gioco). Con la seconda scelta, Arthur viene dato del ribelle dal suo capo, Victoria Byng, ed è costretto a sfuggire alla polizia, fino a finire nel Garden District, ora popolato dai "Perdigiorno". Cercando di fuggire per andare alla ricerca del fratello, con l'aiuto di vari personaggi, tra cui Sally Boyle e Ollie Starkey, Arthur si fa strada tra i distretti, e scopre che la popolazione di Wellington, in cambio della libertà, fu costretta a cedere tutti i bambini sotto i tredici anni ai tedeschi, oltre al fatto che i carri armati tedeschi usati per minacciare la città e costringerne gli abitanti ad obbedire erano fatti in cartapesta, ma la cosa era tenuta abilmente nascosta in modo che la popolazione non si ribellasse. Ora, però, Wellington, colpita anche da un'epidemia ignota, sta andando a rotoli, e, come se non bastasse, lo scienziato Anton Verloc, conscio che la "Gioia" sta diventando sempre meno efficace, sta lavorando a una nuova versione per lobotomizzare permanentemente la popolazione, portandola a un infinito stato d'euforia. Alla fine del viaggio Arthur raggiunge la ferrovia che porta fuori Wellington Wells, e ricorda di come, all'età di dodici anni, sostituì la sua carta d'identità con quella del fratello Percy, appena tredicenne, in modo che quest'ultimo venisse portato sul treno per la Germania anziché lui.
- Sally Boyle: Sally, che ha concorso alla creazione della "Gioia", lavora come chimica nel suo laboratorio dopo essere stata licenziata da Anton Verloc, direttore della Haworth Labs, ed è minacciata dalla polizia, che richiede costanti rifornimenti di un nuovo tipo di "Gioia" da lei prodotta; a seguito della distruzione casuale del suo laboratorio, è costretta a trovare nuovi macchinari e gli ingredienti fuori dalla città. È inoltre la madre di Gwen, il primo bambino (anzi, bambina) nato a Wellington Wells in quindici anni, figlia di lei e Verloc. Un giorno, Gwen si ammala di morbillo, e Sally chiede al suo amico d'infanzia Arthur di trovare una bottiglia di olio di fegato di merluzzo; questi accetta, a patto di una Lettera di Transito dal generale Robert Byng, maggior patrono e amante di Sally, per poter fuggire dalla città. Emerge che Sally è l'unica superstite dei suoi fratelli, in quanto la madre avvelenò se stessa, il marito e l'intera progenie purché i figli non fossero deportati in Germania. Arthur recupera l'olio e consegnatolo a Sally le propone di scappare insieme a lei, ma lei rifiuta in quanto non può rinunciare alla figlia. Sally pianifica quindi di fuggire da Wellington con la figlia, rubando il motoscafo del generale Byng, e convince il dottor Faraday a creare un nuovo motore. Nel tentativo di rubare la chiave, viene stordita e catturata, tra tutti, dal generale Byng, che intende tenerla imprigionata finché i problemi a Wellington non saranno risolti, e mandare Gwen in Germania. Sally ingaggia una lotta contro di lui, lo sconfigge, ruba la chiave del suo motoscafo, lo imprigiona nel suo rifugio e riesce a scappare da Wellington Wells con la figlia.
- Ollie Starkey: Ollie, un ex-soldato inglese, vive come recluso nel suo rifugio fortificato al Garden District, e vive di allucinazioni della figlia Margaret, morta anni prima. Mentre aiuta Arthur nel suo viaggio, e dopo che il suo rifugio viene distrutto dai "Perdigiorno", trova il suo ex-comandante, Robert Byng, e lo informa della scoperta di Arthur riguardante i carri armati di cartapesta tedeschi. Byng rivela di sapere già tutto (così come lo stesso Ollie, in quanto serviva come fidato sotto Byng, che aveva dimenticato tutto grazie alle pillole di Gioia), ed era rimasto in silenzio per evitare una ribellione. Incapace di ricordare, Ollie se ne va e affronta Victoria, la figlia di Robert, la cattura e la costringe a ricordare che lei aveva aiutato i tedeschi nei loro affari. Ollie iapre gli occhi a Victoria in merito al fatto che la città è rimasta senza cibo, e la implora di rivelare tali verità per salvare il popolo. Victoria accetta, ma quando Ollie la libera, lei lo attacca e fugge via. Ollie decide dunque di raggiungere il Comitato Centrale, così da avvisarlo della situazione. Trova che a causa della Gioia, tale Comitato, incaricato della gestione della città, è completamente assuefatto ed incompetente. Decide quindi di mandare lui stesso un messaggio tramite la televisione, cercando Uncle Jack, celebre propagandista della città, infiltra nel suo studio all'interno della torre delle comunicazioni. Non trova lui, ma un nastro che registra il suo ultimo servizio, dove rivela la situazione della città e ricorda la figlia, Margaret. Ollie comprende che Margaret era in realtà non sua figlia, ma quella di Jack, il quale aveva cercato invano di proteggere dalla deportazione la figlia, nascondendola. Ollie, il loro vicino, il quale odiava Jack in quanto collaborazionista con i tedeschi, tradì il vicino e fece sì che i tedeschi sparassero alla ragazzina mentre tentava di fuggire. Sopraffatto dal senso di colpa, Ollie trasmette il nastro alla città, che comincia a porsi delle domande, ed infine, dopo aver dato un ultimo saluto a Margaret, usa una mongolfiera e vola via da Wellington Wells verso la Scozia, suo paese natale.

Nell'epilogo, dopo aver completato le storie di Ollie e Sally, il giocatore impersona un'ultima volta Arthur, che può scegliere se prendere una pillola Oblivion per dimenticare tutto, oppure uscire da Wellington Wells. Se si sceglie di dimenticare, si potrà vedere Arthur giocare uno scooter giocattolo in un parco. Con la scelta di ricordare, Arthur uscirà da Wellington Wells e mentre comincia a piovere, nota un ragazzino correre contro un pallone.
Con I DLC, sono state aggiunte tre nuove storie:
- They Came from Below (Roger e James): Ambientata dopo la trama principale, in questa storia i due assistenti della Dottoressa Faraday si ritrovano a dover fermare l'invasione di strani robot provenienti da un altro mondo. Dopo alcune indagini che mettono alla prova il loro rapporto, i due uomini scoprono da uno dei robot che a guidare l'invasione è proprio la Faraday, che ha convertito i suoi simili per obbedire ai suoi ordini e conquistare Wellington Wells. I due riescono a distruggere l'impianto di conversione della scienziata. Prima del confronto finale, Roger si rifiuta di aiutare ulteriormente il suo collega e amante, costringendo James a metterlo fuori combattimento. L'uomo si avvia al confronto finale contro la Faraday, che viene sconfitta (anche grazie all'aiuto del redento Roger) e condotta nella dimensione dei robot per essere ricondizionata. I due aiutanti si riconciliano e si confessano il rispettivo amore, seguendo i robot nella loro dimensione.
- Lightbearer (Nick Lightbearer): Il celebre cantante rock Nick Lightbearer, proprio in prossimità del suo nuovo concerto a Wellington Wells, inizia ad avere vuoti di memoria. L'uomo, che si scoprirà essere incredibilmente dipendente dalla Gioia, inizia ad investigare, e viene fuori che proprio in prossimità delle sue amnesie si consumano orribili omicidi, che inevitabilmente hanno come vittime suoi fan e sostenitori (fra i quali il suo manager e amico Virgil). Sul baratro della follia e quasi rassegnato all'idea di essere un serial killer, Nick continua le sue indagini confrontandosi infine con il vero assassino: Jack della Nebbia. Questo sinistro individuo, che pare avere poteri paranormali, era molto famoso a Wellington Wells (secondo alcune teorie lui e lo Zio Jack sarebbero la stessa persona), ma quando Nick gli rubò la fama, egli si vendicò decidendo di uccidere i suoi fan uno ad uno. Lightbearer decide dunque di vendicare le morti di Virgil e dei suoi fan, iniziando uno scontro senza esclusione di colpi contro Jack riuscendo a sopraffarlo e a ferirlo gravemente. Col cuore alleggerito, Nick riprende la sua carriera di cantante rock.
- We All Fall Down (Victoria Byng): Ambientata poco tempo prima della caduta di Wellington Wells, in questa storia Victoria Byng si redime dopo che Ollie la costringe a disintossicarsi. Radiata dall'alta società per essere una "Musona", la donna decide di distruggere la Gioia e rivelare a tutti i cittadini la verità. Combattendo contro la polizia, la donna scatena un'evasione in prigione e distrugge i laboratori di Verloc, il tutto mentre l'illusione della madre (una patriota indiana che ha lottato per la libertà dall'impero inglese) la perseguita e la aiuta. Poco dopo la distruzione dei laboratori, Victoria si ritrova a vagabondare per una Wellington Wells in rovina. Nel finale, si vede la donna che viene osteggiata e insultata dai cittadini, che la ritengono colpevole di aver rovinato le loro vite togliendo loro la gioia. Rassegnata, la donna chiede consiglio alla "madre", che le propone di tornare in India e vivere la sua vita lì.

## Temi trattati
Ispirandosi alla tradizione fantapolitica della letteratura anglosassone novecentesca, specialmente a George Orwell (scrittore di 1984) e Anthony Burgess (scrittore di A Clockwork Orange), We Happy Few percorre una trama, di natura profondamente surreale oltreché ucronica e a tratti modernista, che si incentra su tematiche quali la corruzione, la censura, archetipi misti di alienazione, brutalità e violenza fisica, psicologica e psicofarmacologica, oltreché di accanimenti mirati a danneggiare, fino a sgretolare, le libertà dell'individuo da parte del corpo di polizia corrotto e violento, dalla burocrazia stagnante e autoritaria, da un uso improprio della medicina e della terapia e, infine, dall'esilio di coloro che sono perseguitati dalle alte dirigenze entro i confini del Garden District, città vecchia e fatiscente, trascurata a favore della città nuova, Wellington.
È una trama tematizzata attorno all'intossicazione dell'individuo per i regimi autoritari e dittatoriali, il suo conseguente assecondamento per i mezzi illeciti e violenti di tali regimi ed il raggiungimento di una totale indifferenza, apatia e addirittura disprezzo circa la libertà e la possibilità di scegliere. Tale intossicazione, rappresentata mediante l’imposizione di una droga da parte del regime sui suoi cittadini che altera lo stato cerebrale rendendolo favorevole al condizionamento e alla manipolazione, viene incontro al bisogno del governo di tenere il popolo incosciente. 
A tratti estremi, narra della condizione di colpevolezza della civiltà occidentale e delle sue responsabilità verso i grandi massacri compiuti in nome di un bene presumibilmente superiore; a livello concettuale, tuttavia, presenta la crisi della coscienza di individui intricati dal senso di colpa, dalla paura, dalla disperazione e dall'alienazione psicologica. I protagonisti sono a tutti gli effetti degli antieroi: uccidono, seviziano, commettono atti violenti e sovversivi. Inoltre, viene presentata una società e di conseguenza uno Stato assolutamente dicotomico, diviso nella middle-class dirigente e nei “Lacedemoni” della Gran Bretagna ucronica, oltre a una vasta gamma di subculture confuse dall'assetto geopolitico post-bellico, che presenta una Gran Bretagna isolata messa di fronte all dominante mondo sovietico, che si staglia in tutta Europa. 

## Sviluppo
We Happy Few è stato annunciato il 26 febbraio 2015, in occasione del PAX - Penny Arcade Expo. In seguito, a partire dal 4 giugno 2015, è stato avviato un finanziamento collettivo tramite Kickstarter, per una raccolta totale di oltre 260.000$. Il gioco è stato presentato ufficialmente il 16 giugno 2016, durante l'Electronic Entertainment Expo 2016; dieci giorni dopo è stata resa disponibile la versione in accesso anticipato. Durante l'Electronic Entertainment Expo 2018 è stato mostrato il trailer definitivo dell'opera e annunciato che We Happy Few sarebbe stato distribuito a partire dal 10 agosto 2018.

## Accoglienza
| Testata                               | Versione | Giudizio |
| ------------------------------------- | -------- | -------- |
| Metacritic (media al 30 gennaio 2020) | PC       | 62/100   |
| Metacritic (media al 30 gennaio 2020) | PS4      | 67/100   |
| Metacritic (media al 30 gennaio 2020) | XONE     | 64/100   |
| Destructoid                           | PC       | 5/10     |
| Game Informer                         | PC       | 7.75/10  |
| Game Revolution                       | Tutte    | [ 13 ]   |
| GameSpot                              | Tutte    | 4/10     |
| GamesRadar+                           | Tutte    | [ 15 ]   |
| IGN                                   | Tutte    | 7.3/10   |
| PC Gamer                              | PC       | 56/100   |

We Happy Few ha ricevuto un'accoglienza "mista" stando alle recensioni aggregate su Metacritic.
I critici hanno notato come, nonostante fosse in accesso anticipato da anni, fosse pieno di buchi di programmazione e difetti. Jim Sterling lo ha ritenuto "un disastro rotto e privo di gioia" e ha suggerito un rimborso. Avendo egli dato le sue prestazioni nella voce di alcuni personaggi minori durante la fase di sviluppo, ha mostrato il suo imbarazzo per essersi associato con il gioco finale. Ben "Yahtzee" Croshaw of Zero Punctuation lo ha messo al quarto posto tra i Cinque Peggiori Videogiochi del 2018.

### Premi
| Anno | Premio                                                | Categoria                       | Esito           | Nota          |
| ---- | ----------------------------------------------------- | ------------------------------- | --------------- | ------------- |
| 2016 | Game Critics Awards                                   | Best Original Game              | Candidato/a     | [ 20 ]        |
| 2016 | Game Critics Awards                                   | Best Independent Game           | Candidato/a     | [ 20 ]        |
| 2018 | Golden Joystick Awards                                | Best Visual Design              | Candidato/a     | [ 21 ] [ 22 ] |
| 2019 | National Academy of Video Game Trade Reviewers Awards | Art Direction, Period Influence | Candidato/a     | [ 23 ]        |
| 2019 | National Academy of Video Game Trade Reviewers Awards | Use of Sound, New IP            | Candidato/a     | [ 23 ]        |
| 2019 | 2019 Webby Awards                                     | Best Writing                    | Vincitore/trice | [ 24 ]        |

## Adattamento cinematografico
Nel marzo del 2017, la Gold Circle Films ha annunciato di voler adattare il gioco in un adattamento cinematografico, in collaborazione con Compulsion Games e dj2 Entertainment.